# Mario Banožić
Mario Banožić (ur. 10 marca 1979 w Vinkovci) – chorwacki polityk i ekonomista, w latach 2019–2020 minister własności państwowej, w latach 2020–2023 minister obrony.

## Życiorys
W 1997 ukończył szkołę średnią w rodzinnej miejscowości, a w 2002 studia ekonomiczne na Uniwersytecie Josipa Juraja Strossmayera w Osijeku. Odbył następnie studia doktoranckie na tej samej uczelni. Zajął się działalnością dydaktyczną jako nauczyciel akademicki na uczelni technicznej Veleučilište „Lavoslav Ružička” u Vukovaru, w 2017 objął stanowisko docenta na macierzystym uniwersytecie w Osijeku. Pracował też w prywatnych przedsiębiorstwach oraz w administracji żupanii vukowarsko-srijemskiej, m.in. jako zastępca dyrektora i dyrektor departamentu. Krótko był dyrektorem telewizji Vinkovačka televizija, później pełnił funkcję dyrektora departamentu kultury i turystyki w Vinkovci, a w 2018 został dyrektorem biura przedstawicielstwa administracji państwowej w żupanii.
Działacz Chorwackiej Wspólnoty Demokratycznej (HDZ), został m.in. sekretarzem generalnym partii w żupanii vukowarsko-srijemskiej. W lipcu 2019 w trakcie rekonstrukcji gabinetu objął urząd ministra własności państwowej w rządzie Andreja Plenkovicia. W 2020 z listy HDZ wybrany na posła do Zgromadzenia Chorwackiego. W lipcu tegoż roku w drugim gabinecie dotychczasowego premiera powołano go na ministra obrony. W listopadzie 2023 spowodował wypadek drogowy, w którym zginął kierowca innego pojazdu, a sam polityk został ranny. W tym samym miesiącu został odwołany z zajmowanej funkcji rządowej.